# Aponogeton azureus
Aponogeton azureus är en enhjärtbladig växtart som beskrevs av H.Bruggen. Aponogeton azureus ingår i släktet Aponogeton och familjen Aponogetonaceae. IUCN kategoriserar arten globalt som sårbar. Inga underarter finns listade.